# Втори лионски събор
Вторият лионски събор е вселенски събор на Римокатолическата църква, свикан в Лион през 1274 г. от папа Григорий Х, за да се сключи уния с Православната църква. Съборът завършва със сключването между западната и източна църква на т.нар. Лионска уния.
Византийският император Михаил VIII Палеолог обещава на папата да търси помирение на двете църкви по политически и икономически причини – най-вече да осуети плановете на т.нар. Първа анжуйска коалиция, насочена срещу Византия с цел отнемане на Константинопол след повторното му превземане през 1261 г. от византийците. Същевременно възстановената Византийска империя чака да получи финансова помощ от запада за нейната война с мюсюлманите-неверници в Мала Азия и Ориента. Решението за свързване на двете основни християнски църкви в Лион получава пълно одобрение от 200 католически епископи и пратениците на императора. Вселенският патриарх Йосиф Галесиот, който се обявява против обединението, е предварително свален и заменен от застъпник на съюза чрез уния – Йоан XI Век.
През 1277 г. по инициатива на Йоан Дука противниците на унията свикват в Тесалия „православен събор“, който обявил императора за еретик и отлъчил от православната църква патриарх Йоан XI Век. След смъртта на баща си, император Андроник II свиква Събор на източните църкви, който прогласява решенията на Лионския събор за нищожни.
Другите въпроси, които са разгледани на събора, засягат ускоряване на избора на нов папа и регулиране на дейността на религиозните ордени. По първия въпрос е решено изборът на нов папа да се осъществява изключително от конклава на кардиналите, и той да бъде извършен преди да напуснат тайното си заседание, което да завършва с изричане на името на новия църковен предстоятел. По втория въпрос е одобрено създаването на два религиозни ордена – доминикански и францискански, а броят на Милосърдните ордени е сведен до четири. На събора се чакат за участие видни теолози, като Бонавентура и Тома Аквински, от които първият умира по време на събора, а вторият – на път за него.
Въпреки желанието на папа Григорий X на събора за организиране на нов девети кръстоносен поход всичките му усилия в тази насока остават напразни. Папата предлага за тази цел да се сключи стратегически съюз с Илханатския Абака хан, чийто представител на събора, в знак на солидарност към идеята и сериозността на ханското предложение, приема светото кръщение.